# World Boxing Foundation
Світовий боксерський фонд (англ. World Boxing Foundation) (WBF) — заснована 2004 року міжнародна організація, яка займається організацією боїв, веде рейтинги та признає чемпіонські пояси у професійному боксі. Юридична адреса організації знаходиться у Мельбурні в Австралії. Президентом організації є колишній австралійський професійний боксер Мік Крочер.
Попередником Світового боксерського фонду була заснована 1988 року Світова федерація боксу, яка 2004 року припинила свою діяльність внаслідок банкрутства. Зараз абревіатуру WBF використовує заснована в 2008 році в Південній Африці «нова» Світова боксерська федерація — World Boxing Federation.

## Актуальні чемпіони версії WBF
| Актуальні чемпіони світу WBF — стан з 02.08.2010 |                              |                 |           |                     |
| категорія                                        | Ваговий ліміт                | Чемпіон світу   | Держава   | Дата здобуття пояса |
| Важка вага (heavyweight)                         | понад 200 фунтів (90.719 кг) | вакансія        |           |                     |
| Перша важка вага (cruiserweight)                 | до 200 фунтів (90.719 кг)    | вакансія        |           |                     |
| Напівважка вага (light heavyweight)              | до 175 фунтів (79,379 кг)    | Joel Casey      | Австралія | 24 квітня 2010      |
| Друга середня вага (super middleweight)          | до 168 фунтів (76,204 кг)    | Les Sherrington | Австралія | 29 квітня 2010      |
| Середня вага (middleweight)                      | до 160 фунтів (72,575 кг)    | Sam Soliman     | Австралія | 03 березня 2010     |
| Перша середня вага (super welterweight)          | до 154 фунтів (69,853 кг)    | вакансія        |           |                     |
| Напівсередня вага (welterweight)                 | до 147 фунтів (66,678 кг)    | вакансія        |           |                     |
| Перша напівсередня вага (super lightweight)      | до 140 фунтів (63,503 кг)    | Lance Gostelow  | Австралія | 04 жовтня 2009      |
| Легка вага (lightweight)                         | до 135 фунтів (61,235 кг)    | вакансія        |           |                     |
| Друга напівлегка вага (super featherweight)      | до 130 фунтів (58,967 кг)    | вакансія        |           |                     |
| Напівлегка вага (featherweight)                  | до 126 фунтів (57,153 кг)    | Takalani Ndlovu | ПАР       | 20 березня 2009     |
| Друга легша вага (super bantamweight)            | до 122 фунтів (55,338 кг)    | вакансія        |           |                     |
| Легша вага (bantamweight)                        | до 118 фунтів (53,524 кг)    | Lubabalo Msuthu | ПАР       | 22 листопада 2008   |
| Друга найлегша вага (super flyweight)            | до 115 фунтів (52,163 кг)    | вакансія        |           |                     |
| Найлегша вага (flyweight)                        | до 112 фунтів (50,802 кг)    | вакансія        |           |                     |
| Перша найлегша вага (light flyweight)            | до 108 фунтів (48,988 кг)    | вакансія        |           |                     |
| Мінімальна вага (strawweight)                    | до 105 фунтів (47,627 кг)    | вакансія        |           |                     |